# Uxúa López
Uxúa López Flamarique (Tafalla, 1983) es una ingeniera técnica de telecomunicaciones, divulgadora científica y activista medioambiental española, experta en energías renovables y miembro de la Red Internacional de 1000 Científicas frente al Cambio Climático.

## Trayectoria
López es licenciada en Ingeniería Técnica de Telecomunicación por la Universidad Pública de Navarra (UPNA).
En 2018 participó en la expedición Homeward Bound Project, una iniciativa enfocada en el liderazgo y empoderamiento de las mujeres del ámbito científico, siendo una de sus primeras representantes españolas, junto a Ana Payo Payo, Alicia Pérez-Porro y Alexandra Dubini.

## Reconocimientos
En 2018 fue condecorada con la Medalla de Oro de la Cruz Roja Española por su participación en el Homeward Bound y con la Cruz de Carlos III el Noble de Navarra por su contribución a la promoción, impulso y el desarrollo de soluciones a los efectos del calentamiento global desde la investigación científica y con perspectiva de género.